# بیدگیاه
بید گیاه(نام علمی: Agropyron repens)(همچنین: مَرغ، چمن گندمیِ رونده، گور گیاه، قیاق، خافور) (نام علمی: Elymus repens) نام یک گونه از تیرهٔ گندمیان است. گیاهی پایا شبیه چمن که در کنار جویهای آب رشد میکند و در زمستان خشک شده و در بهار دوباره رشد خود را از سر میگیرد که به گیاه هرطمان و تیرهٔ گندمیان می‌رسد و ستور از آن تعذیه می‌کند.
در کتاب های قدیم از علف مَرغ به نام های ثیل، ثیل صغیر– ابریق اوتی – عرق النجیل – خومه – فرز ، فریز، فریژ – فرزد–  کرک جرواش (مازندران) – مرج و سبزه چمن یاد شده است ولی در خارج از ایران به علف مرغ « dog grass » یا « scutch grass » میگویند. این علف معمولاً در مناطق متعدله از جمله ایران در کنار جوی ها و زمینهای نمناک میروید و تولید چمن میکند و لازم به ذکر است که از چمنهای اصیل ایرانی نیز به شمار میرود. سرعت انتشار علف مرغ زیاد است و گلهای آن در فاصله ی خرداد و تیرماه ظاهر می شوند و سبز رنگ بوده و به شکل سنبله می باشند .ساقه ی زیرزمینی این گیاه ( که کمی شیرین ، تند و گس است و به غلط یرخی آنرا ریشه میدانند ) مهمترین بخش آن است که برای مصارف دارویی ( منجمله سنگ مثانه و … ) در طب سنتی  از آن استفاده میشود . 
نام علمی: Agropyron repens (L.) Beauv . از خانواده‌ی گندمیان Graminaceae نام انگلیسی: Couchgrass, Twitch _ grass , Quick _ Grass 
مَرغ گیاه علفی پایا میباشد که دارای ریزوم های سفید مایل به زرد به قطر ۳ ـ ۱ میلی‌متر با دسته های باریک و ریشچه‌های کوچک است. ساقه گیاه مرغ همیشه عمودی و معمولاً بدون کرک میباشد.رنگ برگ های گیاه مرغ سبز رنگ یا مایل به کبود و به ندرت پهن‌تر از ۱۵ میلی متر هست. گل‌ها و میوه‌های گیاه علف مرغ بر روی یک محور زیگزاگ شکاف دار و در داخل یک غلاف مسطح و شل محصور شده است. گل‌های  آن در فاصله‌ی خرداد و تیر ظاهر می‌شوند. طعم ریزوم آن کمی شیرین‌ می‌باشد. در زبان ترکی آذربایجانی به این گیاه گیاخ نیز گفته می شود

## نگارخانه

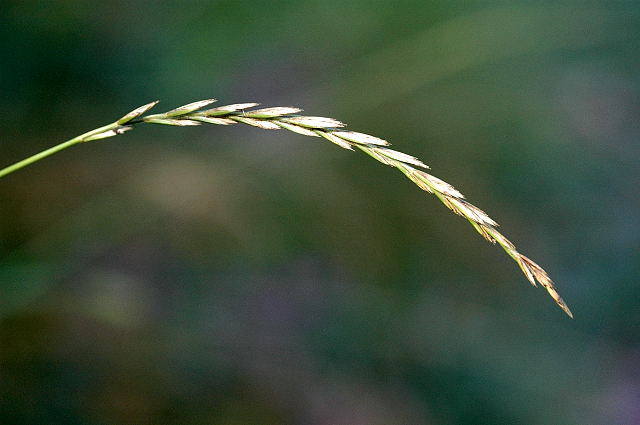
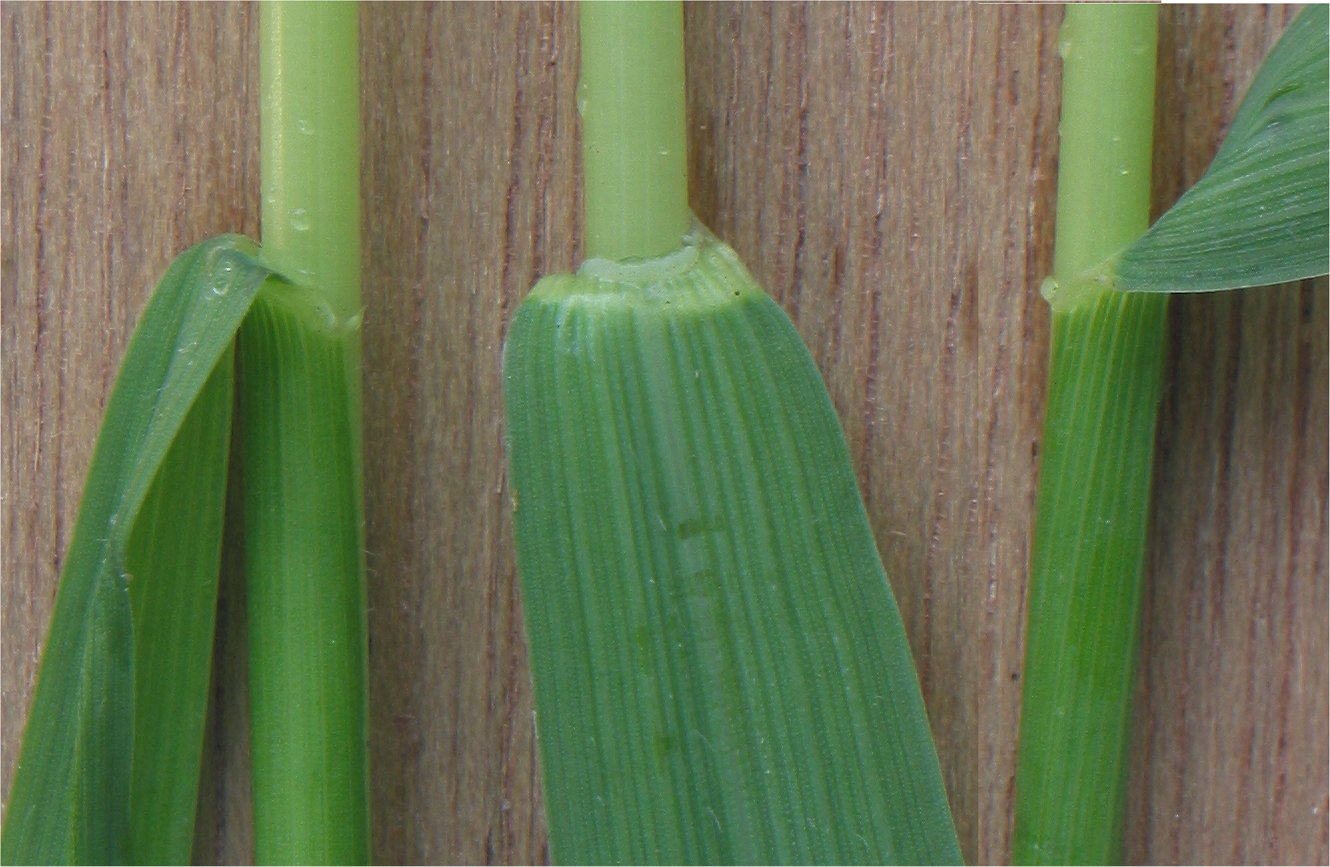
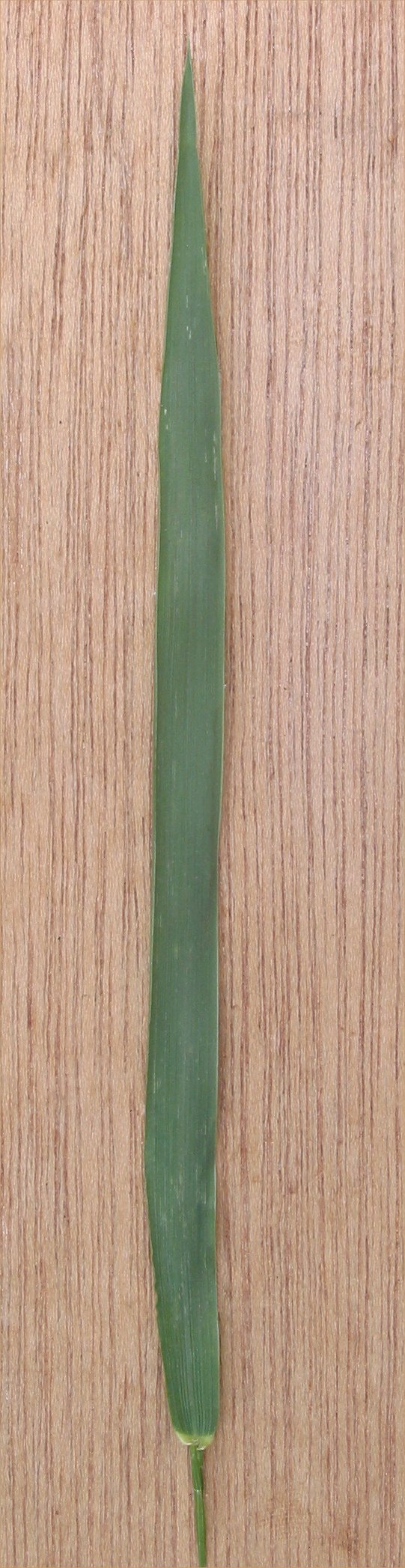
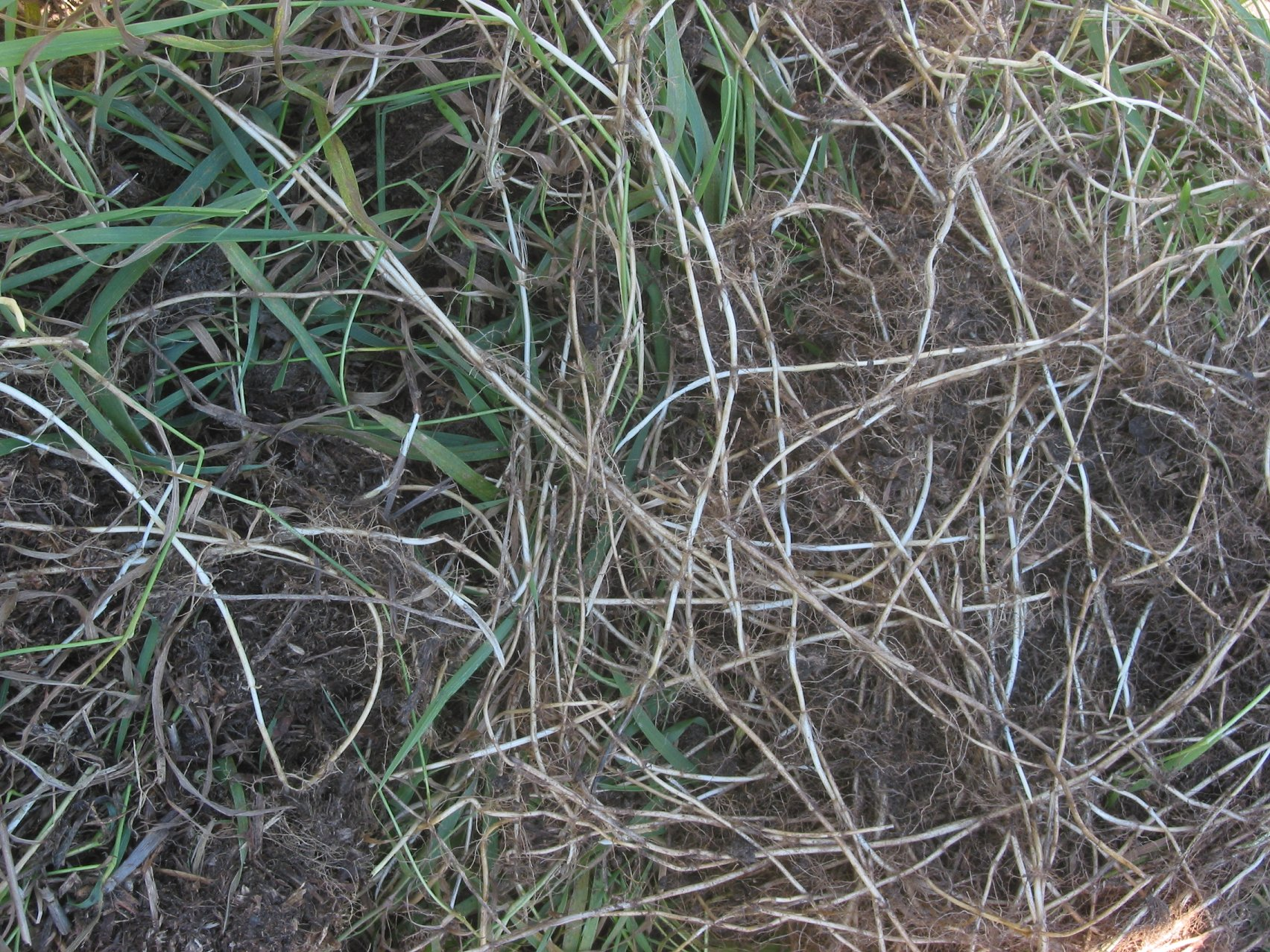